# Nordgau (Elsass)

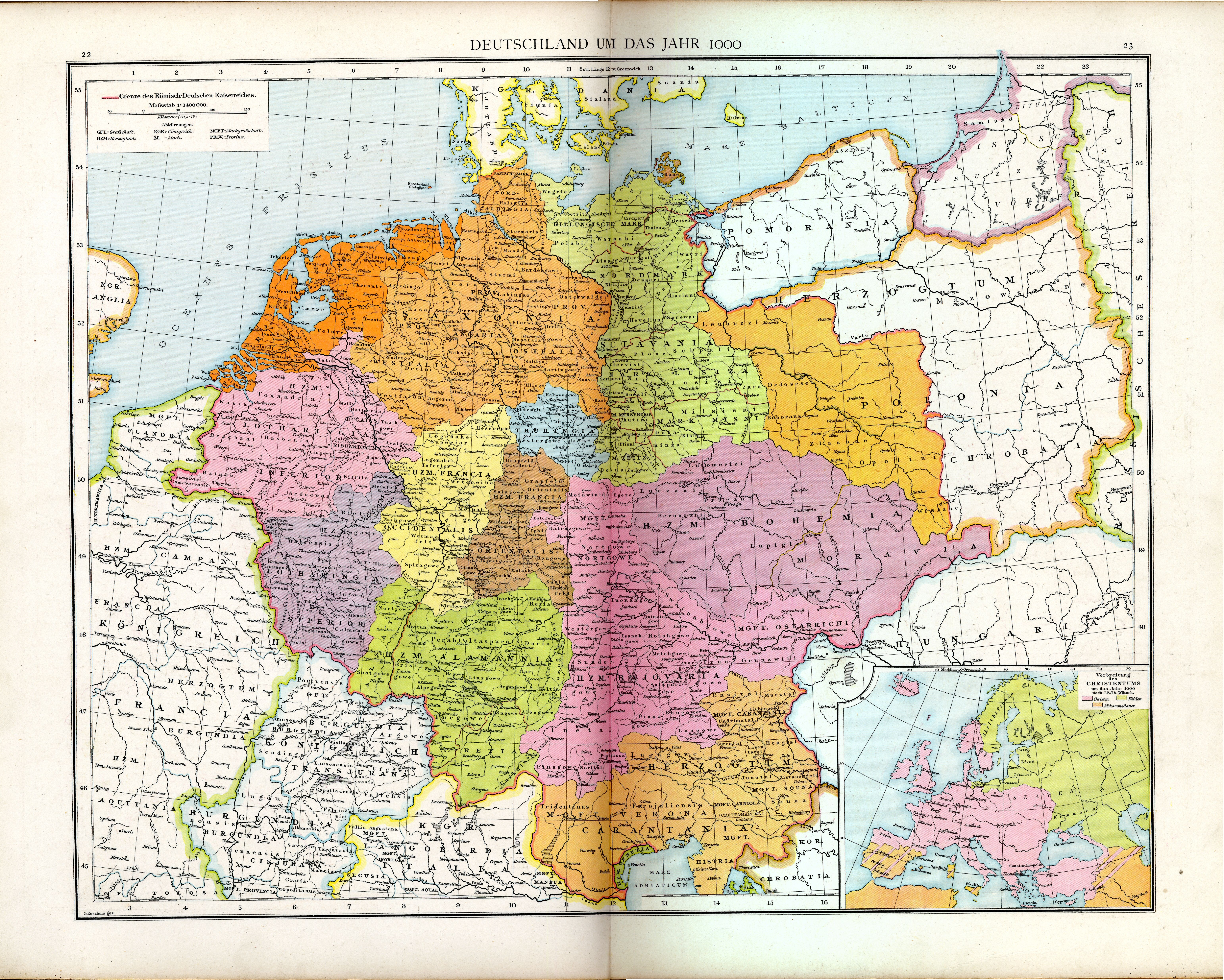
Karte der Gaue im Heiligen Römischen Reich um das Jahr 1000, der Nordgau ist als Nortgowe eingezeichnet

Der elsässische Nordgau war eine mittelalterliche Gaugrafschaft.
Im Mittelalter wurde das Gebiet des damaligen Elsass in zwei Gaue eingeteilt, die Nordgau („Nortgowe“, Unterelsass) und Südgau („Suntgowe“/Sundgau, Oberelsass) genannt wurden. Die Grenze entsprach etwa derjenigen, welche 297 bei der Teilung der römischen Provinz Germania superior in Maxima Sequanorum im Süden und Germania prima im Norden festgelegt wurde – am Landgraben südlich von Schlettstadt. Bis weit in die Neuzeit grenzte dort auch das Bistum Straßburg (Kirchenprovinz Mainz) an das Bistum Basel (Kirchenprovinz Besançon).
Der elsässische Nordgau ist zu unterscheiden vom gleichzeitig bestehenden bayerischen Nordgau.
Der elsässische Nordgau befand sich vom 9. bis zum Ende des 11. Jahrhunderts fast durchgängig in der Hand der Etichonen. Die Familie entwickelte sich zu den Grafen von Egisheim und Dagsburg, deren Besitz jedoch im Oberelsass zu sehen ist. Der Nordgau ging weitgehend im Hochstift Straßburg auf, Teile kamen auch an die Habsburger und zu Vorderösterreich. Weitere Territorien gehörten zu Rappoltstein, der Reichsstadt Straßburg und einigen der Reichsstädte des Zehnstädtebundes, sowie den Besitzungen der Unterelsässischen Ritterschaft.

## Grafen im Nordgau aus dem Haus der Etichonen
- Eberhard III., 888 Graf im Nordgau, † nach 898
  - Eberhard, Graf 913–933, wohl Sohn Eberhards III.
  - Hugo III., 910 Graf im Nordgau, † 940, Sohn Eberhards III.
    - Hugo IV., 959 bezeugt, Sohn Hugos III.
    - Eberhard IV., 959/967 Graf im Nordgau, †972/973, Sohn Hugos III.
      - Hugo V. Raucus, † vor 986, 951/973 Graf im Nordgau, Sohn Eberhards IV.
        - Eberhard V., 986/1016 Graf im Nordgau, Sohn Hugos V.
        - Hugo VI., Graf im Nordgau und zu Egisheim, Sohn Hugos V.
          - Gerhard I., Graf von Egisheim, X 1038, Sohn Hugos VI.
          - Hugo VII., Graf von Dagsburg, † 1046/49, Sohn Hugos VI.
            - Heinrich I., Graf von Egisheim und Dagsburg, † wohl 1065, Sohn Hugos VII.
              - Gerhard II., 1065 Graf im Nordgau, 1098 Graf von Egisheim, Sohn Heinrichs I.
              - Hugo VIII. von Egisheim, 1074 Graf von Dagsburg, † 1089, Sohn Heinrichs I.
              - Albert I. von Egisheim, 1089 Graf von Dagsburg, † 1098, Sohn Heinrichs I.
                - Die Nachkommen Alberts I. titulieren als Grafen von Dagsburg